# Olga Kiseliova
Olga Kiseliova –en ruso, Ольга Киселёва– (10 de octubre de 1984) es una deportista rusa que compitió en halterofilia.
Ganó una medalla de bronce en el Campeonato Mundial de Halterofilia de 2005 y una medalla de plata en el Campeonato Europeo de Halterofilia de 2005, ambas en la categoría de 69 kg.

## Palmarés internacional
| Campeonato Mundial | Campeonato Mundial | Campeonato Mundial | Campeonato Mundial |
| Año                | Lugar              | Medalla            | Categoría          |
| ------------------ | ------------------ | ------------------ | ------------------ |
| 2005               | Doha (Catar)       | Medalla de bronce  | 69 kg              |
| Campeonato Europeo |                    |                    |                    |
| Año                | Lugar              | Medalla            | Categoría          |
| 2005               | Sofía (Bulgaria)   | Medalla de plata   | 69 kg              |